# 劄里雙冠麗魚
劄里雙冠麗魚，為輻鰭魚綱鱸形目隆頭魚亞目慈鯛科的其中一種，被IUCN列為極危保育類動物，分布於中美洲尼加拉瓜Apoyo湖流域，為特有種，體長可達20公分，棲息在湖泊的中底層水域，生活習性不明，可作為觀賞魚。

## 擴展閱讀
維基物種上的相關：劄里雙冠麗魚